# Nikolausturnier
Seit über fünf Jahrzehnten veranstaltet der Hochschulsport im westfälischen Münster mit dem Nikolausturnier die größte Breitensportveranstaltung an deutschen Hochschulen.
Auch mit über 2.000 Teilnehmern und mehr als zehn Disziplinen hat das Nikolausturnier seinen Charakter über all die Jahre beibehalten können. Neben dem sportlichen Wettkampf geht es vor allem um den Spaß am Sport.
1963 wurde das Nikolausturnier ins Leben gerufen. Damals organisierte ein junger Sportreferent der ehemaligen evangelischen Pädagogischen Hochschule zusammen mit der katholischen Pädagogischen Hochschule in Münster und zwei weiteren Hochschulen in Essen ein Turnier, bei dem zwei Volleyball- und zwei Handball-Mannschaften im Wettstreit standen. Innerhalb von fünf Jahrzehnten hat sich das Turnier zum größten Breitensportturnier an europäischen Hochschulen entwickelt.
Seit dem Jahr 2000 haben durchschnittlich 2.000 Aktive in über 200 Mannschaften am Turnier teilgenommen. In knapp 40 Sporthallen finden am ersten Freitag und Samstag im Dezember die Wettkämpfe statt.
Volleyball und Handball zählen immer noch zu den besonders beliebten Sportarten beim Nikolausturnier. Mittlerweile werden aber mit Badminton, Basketball, Floorball, Fußball, Futsal, Handball, Inlinehockey, Lacrosse, Tischtennis, Ultimate Frisbee, Völkerball und Volleyball insgesamt zwölf Sportarten angeboten. Mit dem Zusammenwachsen Europas hat sich auch der Kreis der Teilnehmenden stark verändert. Neben Mannschaften aus Bielefeld, Gelsenkirchen, Krefeld und Köln nehmen regelmäßig Teams aus Tallinn, Paris, Antwerpen und Mailand teil.